# Viola scorpiuroides
Viola scorpiuroides är en violväxtart som beskrevs av Cosson. Viola scorpiuroides ingår i släktet violer, och familjen violväxter. Inga underarter finns listade i Catalogue of Life.